# Kelly Palacios
Kelly Palacios (Colombia, 22 marzo 1979) è un'attrice colombiana che vive e lavora in Italia.

## Biografia
Nata in Colombia, diventa nota al pubblico italiano, recitando nel ruolo di Leila Bakhita nella nona e decima stagione della soap opera Incantesimo, in onda nel 2007 e nel 2008 su Rai Uno.
Nel 2008 è anche nel cast dell'episodio Un sogno rubato della serie televisiva Don Matteo, sempre su Rai Uno. Nel 2009 interpreta un ruolo nella seconda stagione della serie Butta la luna. Nel 2010 ha partecipato all'episodio Senza pietà della serie Tutti pazzi per amore in onda su Rai Uno. Nel 2014 debutta al cinema con il film Confusi e felici del regista Massimiliano Bruno, con Claudio Bisio, Marco Giallini e Anna Foglietta.

## Filmografia
- Incantesimo – soap opera (2007-2008)
- Don Matteo – serie TV, episodio 6x17 (2008)
- Butta la luna – serie TV (2009)
- Tutti pazzi per amore – serie TV, episodio 2x19 (2010)
- Confusi e felici, regia di Massimiliano Bruno (2014)
- Cristian e Palletta contro tutti, regia di Antonio Manzini (2016)
- Tutti insieme all'improvviso – serie TV (2016)